# Nagy Dezső (színművész, 1842–1914)
Bögözi Nagy Dezső (Dés, 1842. május 25. – Szabadka, 1914. október 8.) színművész.

## Életútja
Színipályára lépett 1859 október havában, Havi Mihály társulatánál. Játszott Pécsett, majd innen való távozása után Nádassy József színtársulatának volt tagja. Később a színigazgatással is megpróbálkozott. E társulattal láthatta például 1897-ben és 1898-ban a fogarasi közönség Jókai Mór Keresd a szíved című darabját, ami a Kőszívű ember fiai más című színpadi adaptációja, Paul M. Potter Trilbyjét, a Nőemancipációt Szigeti Józseftől, Hervé Nebáncsvirágját, A corneville-i harangokat Planquette-től, és a Victor Hugo művéből készült Quasimodo vagy: A notre-dame-i torony harangozója előadást.
1899. január 1-én ment nyugdíjba. A Pécsi Napló nekrológjában "a vidámság rátermett képviselőjeként" jellemzi őt. Szabadkán helyezték örök nyugalomra.
Gyóni Géza az ő méltatására írta az Öreg színész álma c. versét 1914. február 1-jén.